# Tháp Thủ Thiện
Tháp Thủ Thiện là một ngôi tháp cổ Chăm Pa hiện nằm ở bờ nam sông Côn, thuộc địa phận làng Thủ Thiện, xã Bình Nghi, huyện Tây Sơn, tỉnh Bình Định

## Hiện trạng
Đến nay thì tháp vẫn còn khá nguyên vẹn. Không như một số cụm tháp Chăm Pa khác, tháp Thủ Thiện là di tích chỉ có một ngôi tháp. Trước năm 1985, trên đỉnh tháp Thủ Thiện bị một cây đa đồ sộ mọc trên đỉnh tháp phủ kín, vào những năm 1980 cả ngôi tháp Thủ Thiện như biến thành một gốc cây đa cổ thụ, không ai dám chặt cây đa này vì cả tháp và cây đều như đã trở thành linh thiêng, điều cũng tương tự với các tháp khác có cây mọc trên
Tuy nhiên trận bão năm 1985 đổ bộ vào tỉnh Bình Định đã thổi bay cây đa khổng lồ khỏi đỉnh tháp, nhưng rất kỳ lạ là cây đa đổ xuống mà không hề làm hư hại lớn cho tháp chăm cổ này
Năm 2019,được sự cho phép của Bộ Văn hóa và Thể thao Du lịch Bình Định chỉ lập phương án chống xuống cấp cho công trình,phụ hồi và tôn tạo lại di tích từ nguồn vốn chương trình mục tiêu phát triển văn hóa bố trí cho 1,8 tỉ đồng.Với khoảng kinh phí ít ỏi chỉ đủ gia cố chống xụp đổ, vì không đồng bộ nên di tích vẫn bị hư hại nặng nề và xuống cấp.

## Kiến trúc
Như các ngôi tháp Chăm truyền thống khác, tháp Thủ Thiện là một kiến trúc tháp tầng vuông gồm thân và ba tầng phía trên mô phỏng than tháp nhưng nhỏ hơn. Trên các mặt tường phía ngoài của than và các tầng tháp được tô điểm bằng các hình tháp nhỏ, đầu cùng các cột ốp góc tường có những hình điêu khắc đá nhô ra, tuy nhiên ở tháp Thủ Thiện các cột ốp trơn, phẳng và không có hoa văn trang trí, các ô dọc trên tường nằm giữa các cột không những không được chạm khắc hoa văn mà còn biến thành một gờ nổi lớn nhô ra mạnh
Các cửa giả ở giữa ba mặt tường tây, nam, bắc và cửa ra vào phía đông đều có hình cung nhọn lớn như mũi giáo khổng lồ phía trên, đầu các cột ốp hợp thành bộ diềm mái nhô ra mạnh, các tháp nhỏ ở góc các tầng mái không còn là một ngôi tháp thu nhỏ nữa mà biến thành một khố hình chóp nhiều tầng

## Lịch sử[1][2]
Tháp có niên đại xây dựng vào khoảng thế kỷ 11 trong thời kỳ chuyển tiếp giữa phong cách Mỹ Sơn A1 và phong cách Bình Định nhưng đậm nét phong cách Bình Định nhiều hơn